# Jeanne Eder-Schwyzer
Jeanne Eder-Schwyzer, född Schwyzer 1894 i New York, död 1957 i Zürich, var en schweizisk kemist och feminist. 
Hon disputerade för filosofie doktorsgrad i kemi vid Zürichs universitet 1919 och engagerade sig i föreningen för kvinnliga akademiker i Zürich. Hon deltog i petitionen om kvinnlig rösträtt 1929, var ordförande för Zürichs lokalförening av Schweizerischer Verband für Frauenstimmrecht och styrelseledamot i Bund Schweizerischer Frauenvereine. 
Från 1939 var hon engagerad i Schweiz frisinnade demokratiska parti och grundare av och ordförande för dess kvinnoförbund i Zürich. 
Hon var ordförande för International Council of Women 1947–1957. 